# Chroniques de la nuit des temps
Chroniques de la nuit des temps est une série de bande dessinée française d'André Houot dont l'action se déroule à différentes périodes de la Préhistoire.

## Albums
1. Le Couteau de pierre, Fleurus,1987.
2. Tête-brûlée, Le Lombard, 1989.
3. On a marché sur la terre, Le Lombard, 1990.
4. Le Soleil des morts, Le Lombard, 1992.
5. Ars engloutie, Glénat, coll. « Vécu », 1994.